# 哈達貝里
哈達貝里（西班牙語：Jädeberi），是巴拿馬的城鎮，位於該國西北部，由恩戈貝-布格雷特區的諾萊杜伊馬區負責管轄，面積66.9平方公里，2010年人口1,476，人口密度每平方公里22.1人。